# La Victoria (Amazonas)
La Victoria ist ein nicht-kommunalisiertes Gebiet im Departement Amazonas in Kolumbien. Es hat 979 Einwohner. Es liegt auf 107 m über dem Meeresspiegel.

## Vorschlag für die Einrichtung einer Verbandsgemeinde
Seit mehreren Jahren gibt es einen Vorschlag zur Schaffung einer Verbandsgemeinde im Departement Amazonas aus den nicht-kommunalisierten Gebieten von La Pedrera, La Victoria und Mirití-Paraná.

## Geografie
La Victoria grenzt im Osten an Pacoa, im Nordwesten an Solano und im Süden an Mirití-Paraná.

## Geschichte
1896 dehnte die peruanische Firma „Julio Cesar Arana Hnos.“ die Kautschukausbeutung auf den Norden des Putumayo-Flusses aus und nahm Beziehungen zu kolumbianischen Kautschukzapfern auf, um deren Produktion in Iquitos zu handeln. 1897 besuchten der Pastuso Benjamín Larrañaga und 8 Begleiter aus Huila die Region, um den Kautschukreichtum der Region zu studieren. Im Jahr 1900 schloss sich Julio Cesar Arana mit Larrañaga zusammen und gründete das Unternehmen „Larrañaga, Arana y Cía“. 1901 wurde die Kautschukstation von La Chorrera in „Colonia Indiana“ umbenannt. 1904 wurde in La Chorrera unter der Leitung von Víctor Macedo die Zentrale aller Farmen von Igaraparaná eingerichtet.
Im Jahr 1910 prangern sie die Grausamkeiten der Casa Arana an, die in einem Zeitraum von 10 Jahren die Bevölkerung von 50.000 auf 10.000 Einwohner schrumpfen ließ, „sie bestraften mit Peitschen und Lederriemen, sie benutzten den Pranger und kreuzigten Männer und Jungen, sie erschossen die unglücklichen Indianer dutzendweise, die anderen wurden bei lebendigem Leibe verbrannt, indem man ihre Haare in Paraffin badete“. Am 12. März 1912 erklärte ein Gericht nach einer Debatte im Parlament die Gesellschaft für aufgelöst.
Zu Beginn des Jahres 1933 nahm General Amadeo Rodríguez die Einrichtungen der „Casa Arana“ im Namen des Staates in Besitz. Im Oktober richtete der nationale Beauftragte für das Amazonasgebiet, General Ignacio Moreno Espinosa, seinen Wohnsitz in La Chorrera ein.
Heute leben dort noch die indigenen Gruppen der Barasanos, Cabiyari, Cubeos, Tatuaos, Tucanos und Yucunas.